# لازاو رافینسکی

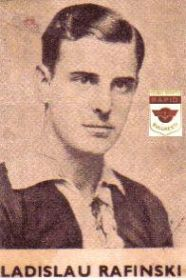
لازاو رافینسکی در دهه ۱۹۳۰

لازاو رافینسکی (رومانیایی: Ladislau Raffinsky؛ ۲۳ آوریل ۱۹۰۵ – ۳۱ ژوئیهٔ ۱۹۸۱) یک بازیکن فوتبال اهل رومانی بود.
وی همچنین در تیم ملی فوتبال رومانی بازی کرده‌است.